# Santuario del Padre Hurtado
El santuario del Padre Hurtado es un santuario de Santiago de Chile que contiene la tumba de san Alberto Hurtado. También cuenta con un museo ubicado en su entrada principal, que permite a los visitantes conocer su infancia, juventud, efectos personales, vocación como sacerdote jesuita y muerte. Además, cuenta con una capilla principal, un altar al aire libre, dos capillas menores, baños, cafetería y oficinas administrativas. 
Se encuentra ubicado en la Avenida Padre Alberto Hurtado 1090 (ex Avenida General Velásquez), en la comuna de Estación Central.

## Historia
La muerte del padre Hurtado ocurrió el 18 de agosto de 1952, cuando su fama de santidad, precedida por el gran impacto que generaba su obra, hizo que quienes lo seguían y conocían se movieran, gestionando así la ubicación de su sepultura junto a la que fuera su obra más querida y la vez la que más preocupación le daba, el Hogar de Cristo.
Se logró entonces, con el permiso del gobierno de turno, sepultar sus restos en la capilla velatorio de la parroquia Jesús Obrero (capilla de las Bienaventuranzas), vecina a la sede central del Hogar de Cristo. Al poco tiempo, fue ambientada por el pintor chileno Miguel Venegas Cifuentes con el cuadro de Jesús en el sermón del Monte acompañado por el texto de las Bienaventuranzas, según el evangelio de san Mateo. Destacando que el artista situó la pintura en la época actual, reflejando en ello la plena vigencia del Evangelio y el ejemplo de san Alberto Hurtado.
Desde su muerte, amigos y discípulos solían congregarse anualmente, para orar y recordarlo en su aniversario de muerte. Lo que gradualmente se fue convirtiendo en gratitud a Dios por su visita a Chile en la persona de Alberto Hurtado, a quien exponían penurias y problemas, cuya resolución favorable comenzó a ser considerada fruto de su intercesión.
Al ser beatificado en Roma el 16 de octubre de 1994 por el papa Juan Pablo II, un grupo de chilenos decidió crear un lugar para que las personas no solo conocieran la obra de este sacerdote sino también para que sirviera como sitio de oración. La construcción del santuario comenzó ese mismo año en la comuna de Estación Central, junto al Hogar de Cristo y la parroquia Jesús Obrero.

### Inauguración
El santuario fue finalmente inaugurado el 19 de noviembre de 1995, cuando el Hogar de Cristo, la principal obra del santo, cumplía 50 años. Bendijo el santuario el cardenal arzobispo, monseñor Carlos Oviedo Cavada, quien dijo en esa ocasión:

Rodeado por el respeto y afecto de su pueblo, cubierto por la tierra traída desde todos los confines de Chile, los restos mortales de este sacerdote, hijo preclaro de la Iglesia, esperan aquí su resurrección. En este lugar, sigue resonando con fuerza su mensaje. Quienes visiten este sitio experimentarán ellos mismos la visita de Dios. Porque el verdadero dueño de casa es el Señor; el Padre Hurtado es un elegido de Dios, un fruto de la obra de su gracia. Aquí se acogen los sufrimientos y las esperanzas de esta ciudad y de esta Patria. Toda la inquietud humana marcha hasta aquí buscando alivio. En una interminable caravana, los enfermos, los desocupados, las madres inquietas por la suerte de sus hijos, los jóvenes que se sienten solos e incomprendidos vienen a sepultar sus pesares y a rogar la intercesión del hombre de Dios. Y el Padre Hurtado vuelve esas miradas y esos pasos a Jesús. Aquí se hace operante la resurrección de Jesucristo.
Monseñor Carlos Oviedo Cavada.

El traslado de sus restos desde la capilla de las Bienaventuranzas ocurrió ese mismo año.
Actualmente el día Nacional de la Solidaridad es el 18 de agosto, cuando se conmemora su fallecimiento, y tiene aquí su centro, que suele ser visitado por la máxima autoridad de la República en señal de la importancia que tiene en Chile el padre Hurtado.

## Arquitectura

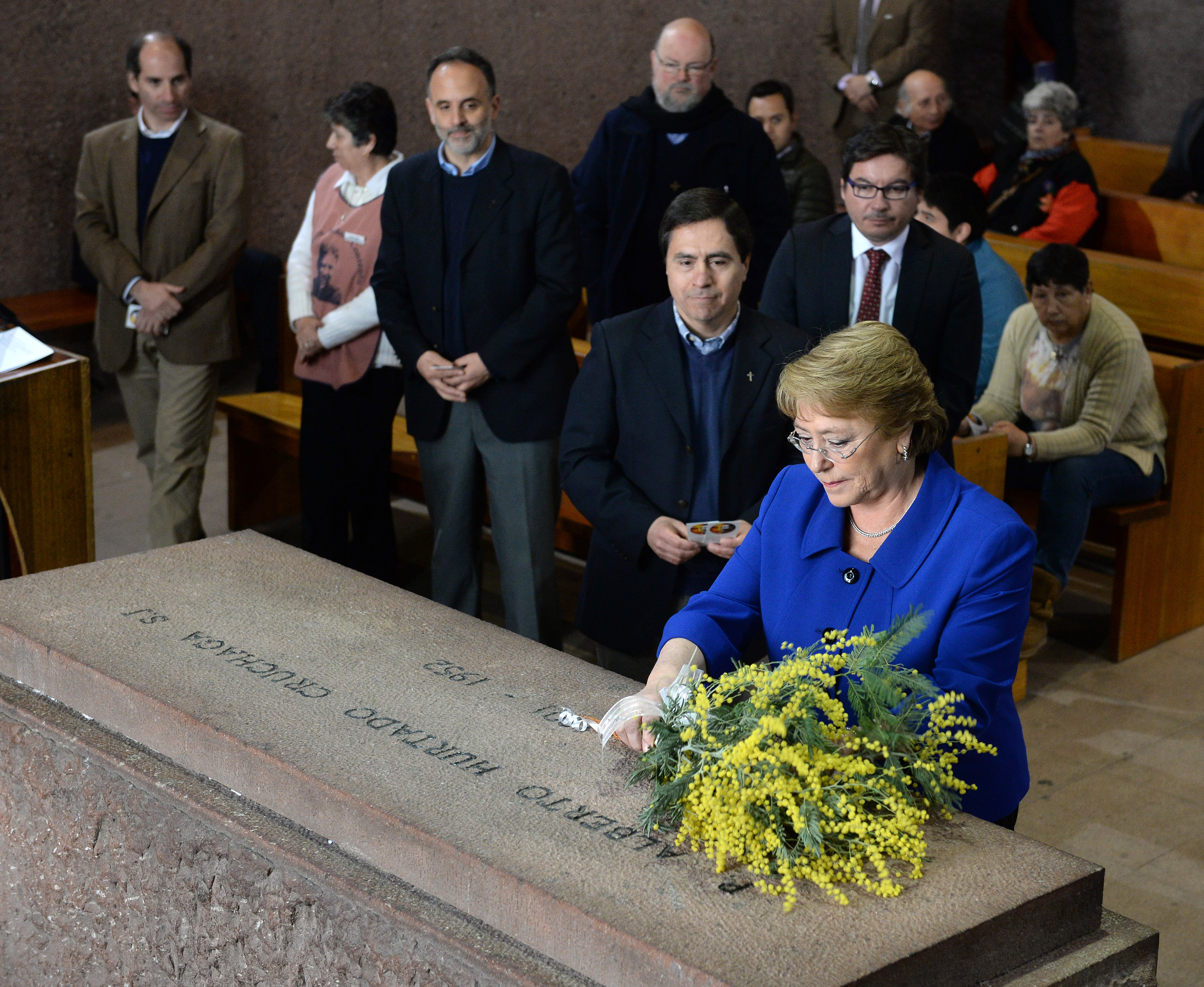
Presidenta Bachelet en el santuario conmemorando un 18 de agosto

El edificio es obra del arquitecto Cristián Undurraga. Está emplazado en un terreno de 15 000 metros y consta de una estructura de hormigón armado a la vista y martelinado. En su mayoría, los pisos son de hormigón, de pastelón colonial o piedra. Se lo planteó casi como un recorrido ritual, que penetra como un surco en medio del parque y que lleva al peregrino directamente a la tumba del padre Hurtado, un sarcófago de piedra que contiene tierra especialmente traída desde todas las regiones de Chile con el fin de representar el cariño que le tienen las personas. Está ubicado en una capilla de construcción circular de piedra rodeada de agua que cae constantemente en desniveles, produciendo en el peregrino un ambiente propicio para la oración y el recogimiento. Siendo desde entonces un lugar de oración y reflexión, una oportunidad para detenerse, descansar y mirar el sentido de la vida propia para todo aquel que lo visita. Se estima que, en promedio, es visitado por unas 800 mil personas al año.
El silencio, belleza y sencillez de este santuario urbano, ubicado en medio de un barrio popular, densamente habitado, bullicioso y característico de la comuna de Estación Central, lo transforma en un lugar acogedor para quienes lo visitan y solicitan la intercesión, dar gracias al santo o simplemente por mera curiosidad.

## Capilla de las Bienaventuranzas
Fue anteriormente conocida como Capilla del Perdón, y está ubicada en la parroquia Jesús Obrero. Fue la encargada de acoger los restos de Alberto Hurtado durante 43 años (de 1952 a 1995) y actualmente contiene una reliquia ósea del santo. En ella se solían congregar anualmente sus amigos y discípulos para recordarlo y orar en el aniversario de su fallecimiento, que posteriormente se convirtió en el Día de la Solidaridad Nacional. Luego de su beatificación, el 19 de noviembre de 1995, su cuerpo fue trasladado a la actual cripta que hoy alberga sus restos. 
La capilla está ambientada con el cuadro de Jesús en el sermón de la Montaña, acompañado por el texto de las Bienaventuranzas, según el Evangelio de san Mateo, y fue pintado por el destacado maestro chileno Miguel Venegas Cifuentes, de quien fueran discípulos Roberto Matta y Nemesio Antúnez. Además, el lugar cuenta con una pila de bendiciones y una cruz de fierro que ha estado en este lugar desde su construcción en 1951.
Uno de los momentos destacados de este lugar fue la visita del papa Juan Pablo II, el 3 de abril de 1987, quien oró en silencio frente a la tumba de Alberto Hurtado y posteriormente expresó: «¿Podrá también en nuestros días el Espíritu suscitar apóstoles de la estatura del Padre Hurtado, que muestren con su abnegado testimonio de caridad la vitalidad de la Iglesia? Estamos seguros que sí; y se lo pedimos con fe».

## Museo

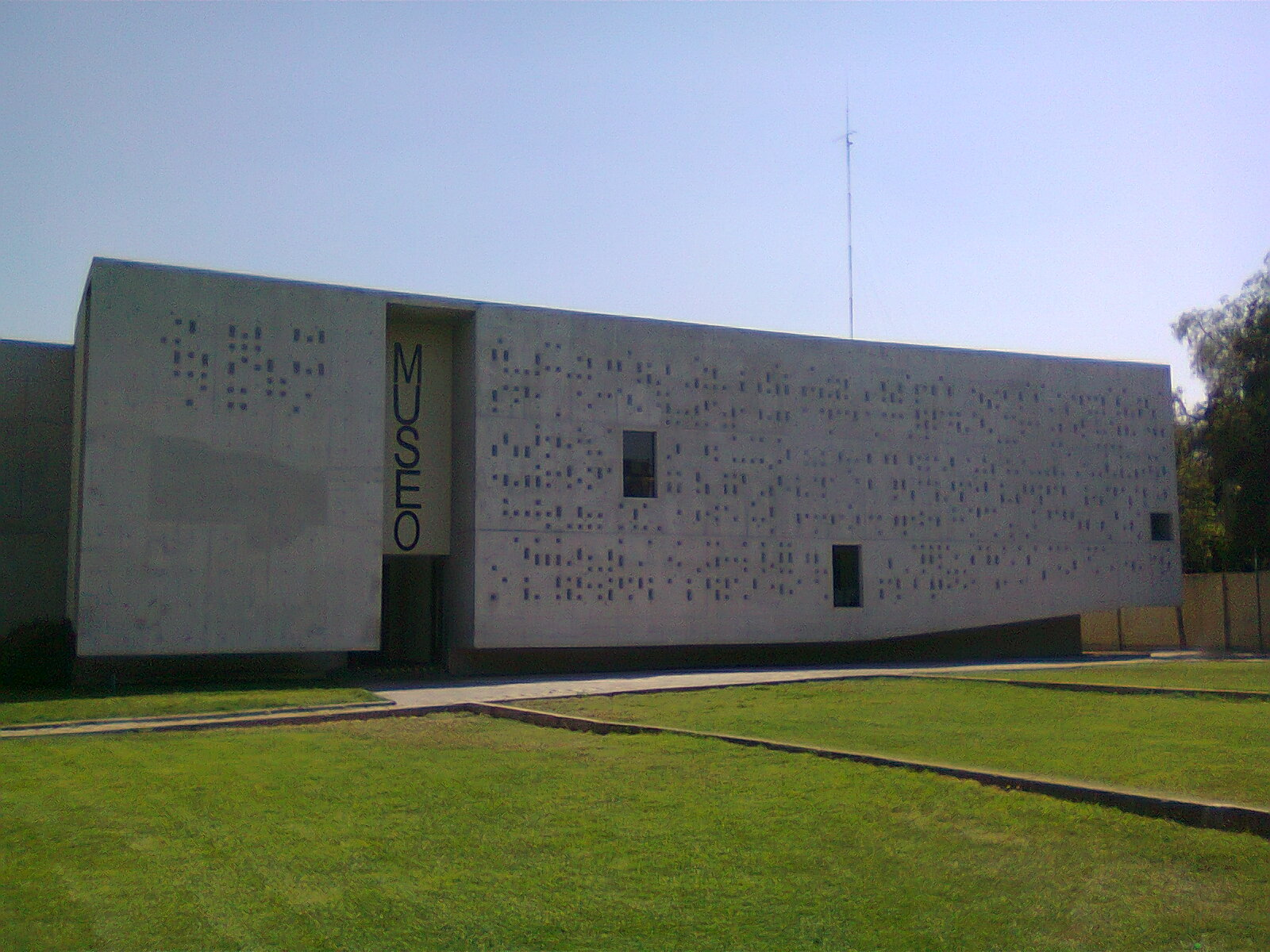
Museo Santuario Padre Hurtado

También conocido como Memorial fue inaugurado en 2010 y cuenta con más de 700 metros cuadrados y al igual que el Santuario, es obra del arquitecto Cristián Undurraga.
Dentro de él se encuentran variados niveles que, a través de diversos objetos cotidianos y sistemas audiovisuales, van apelando a la imaginación del peregrino para recrear las diferentes etapas en la vida del Santo. Siendo el objeto más reconocible y principal pieza museográfica la tradicional Camioneta Verde del Padre Alberto Hurtado.

### Recorrido
Al entrar, lo primero que recibe al visitante es la camioneta verde del padre Hurtado, para dar posterior paso a su legado en el país, como el Hogar de Cristo y revista Mensaje.

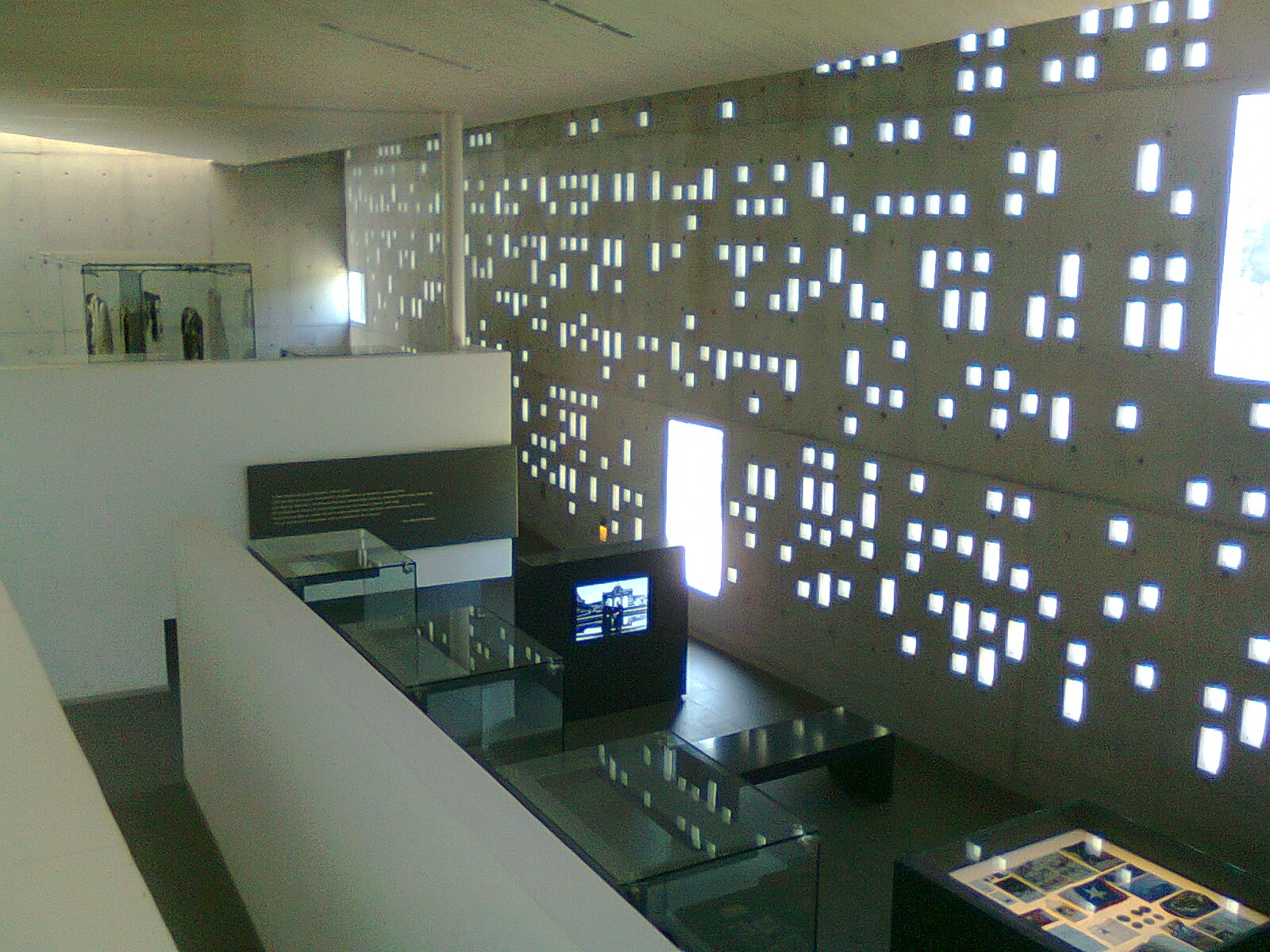
Interior del museo.

- A mano derecha se encuentra la primera sala que muestra la dimensión humana del Padre Hurtado. La cual, mediante sus objetos, busca retratar y contextualizar los acontecimientos más importantes de su vida y la proximidad con su familia (1901-1952). Algunos de los objetos que se encuentran son su pasaporte, licencia de conducir, pijama entre otros.
- Subiendo por la rampa, en la segunda sala nos podemos encontrar con la dimensión cristiana la cual nos muestra sus inicios en la Iglesia católica, partiendo con su ingreso a la Compañía de Jesús, mostrando la importante influencia de su madre y lo que la Encíclica Rerum Novarum le aportó en su formación como sacerdote.
- Más arriba, en una tercera sala se aborda la dimensión social con la creación del Hogar de Cristo en 1944, la Asociación Sindical Chilena en 1950 y un año más tarde la fundación de la Revista Mensaje.
- Una cuarta sala aborda la dimensión universal, mostrando el impacto de su figura luego de ser beatificado en 1994 y posteriormente canonizado el 23 de octubre de 2005. Los alcances que este acontecimiento tuvo, cómo se vivió en Roma, en Santiago y en los diversos lugares del país.

En la parte superior de estas rampas podemos encontrar una réplica exacta del dormitorio que tuvo el Padre Hurtado cuando vivió en la residencia de los jesuitas de Alonso de Ovalle; su cama, fotografías, escritorio y pertenencias más cercanas.
- Para finalmente llegar a una última sala que muestra diferentes obras que, inspiradas bajo el pensamiento del Padre Hurtado, han contribuido al mejoramiento de diversas problemáticas sociales en Chile. Dentro de las cuales se encuentran: El Hogar de Cristo y Revista Mensaje (fundadas por el Padre Hurtado), Techo (antes Un Techo para Chile y Un Techo para mi País), Infocap, Fondo Esperanza, Rostros Nuevos, Súmate, Paréntesis, Fundación Esperanza Nuestra, Fundación Vivienda, Servicio Jesuita a Migrantes y Misión Mapuche.[7]